# Jack Cornell
John Leslie Cornell Jr., detto Jack (Quincy, 4 giugno 1989), è un giocatore di football americano statunitense che gioca nel ruolo di offensive lineman per gli Oakland Raiders della National Football League (NFL). Al college giocò alla Illinois University.

## Carriera professionistica

### Baltimore Ravens
Cornell firmò il 28 aprile 2012 come free agent con i Baltimore Ravens, dopo non esser stato scelto al draft NFL 2012. Il 31 agosto venne svincolato per poi firmare il giorno seguente con la squadra d'allenamento, rimanendoci per l'intera stagione. Il 25 agosto 2013 venne svincolato definitivamente.

### Oakland Raiders
L'11 settembre 2013 firmò con la squadra d'allenamento degli Oakland Raiders. Il 5 ottobre venne promosso in prima squadra per poi venir svincolato due giorni dopo. Il 9 dello stesso mese rifirmò per la seconda volta con la squadra d'allenamento. Il 26 venne nuovamente promosso, ma anche in questa occasione venne svincolato due giorni dopo. Il 30 ottobre ritornò per la terza volta con la squadra d'allenamento. Il 9 novembre venne promosso, debuttando come professionista il giorno seguente contro i New York Giants. L'11 dello stesso mese venne svincolato per l'ultima volta dall'inizio della stagione. Venne reinserito due giorni dopo per la quarta volta nella squadra d'allenamento. Il 30 dicembre firmò un contratto come riserva futura per la stagione successiva.

## Vittorie e premi

### Franchigia
- Super Bowl : 1

Baltimore Ravens: Super Bowl XLVII
- American Football Conference Championship: 1

Baltimore Ravens: 2012

## Statistiche
| Partite totali      | 1 |
| Partite da titolare | 0 |
| Fumble recuperati   | 0 |
| Tackle totali       | 0 |

Statistiche aggiornate al termine della stagione 2013